# Здравко Първанов
Здравко Първанов Здравков български предприемач и общественик, кмет на селата Бистрилица (1928 – 1931) и Гаганица.
Роден е на 2 февруари 1879 г. в село Сръбяница (днес в състава на село Гаврил Геново), област Монтана. Негови родители са Първан Здравков Симеонов (1855 – 1924) и Цвета Николова Иванова (Цека, 1857 – 1925). Има двама братя и четири сестри: Никола (Коло, 1882 – 1958), Цоно (1887 – 1980), Анка (Анка Цекина, 1888 – 1977), Цанка – (1897 – ?), Елена (1899 – 1900) и Мария (1901 – ?). Работи като горски служител, собственик е на кариера за ломени камъни, касиер деловодител в Сдружението за застраховака на домашния добитък в село Бистрилица. По време на Балканската, Междусъюзническата и Първата световна война е санитарен подофицер в 35-ти пехотен врачански полк. Изпълнява функцията на фелдшер в родното си село. Неговият прадядо Симеон Цонов Гаврилов Яков Каракуцанов е един от ктиторите на Лопушанския манастир през 1863 г., а също така е и един от подписалите се под Молбата на жители от Берковска, Пиротска, Брезнишка и др. области до М. Р. Милошевич в Белград за избавление от политическия и икономически гнет, на който са подложени от турските власти от 29 май 1859 г. Баба му, Стана Шольова, е от рода Шольовци в село Белимел. Родовете Шольовци, Въцовци и Гюзовци от село Белимел са с общ родов корен. От Въцовци е опълченецът Ангел Иванов Въцов Комитата, който е братовчед на Здравко Първанов. Родът му, Каракуцанови, се преселва около 1730 година и идва от село Долна Диканя, Радомирско. На 27 януари 1902 г. Здравко Първанов се жени за Анна Антонова Ценкова (1880 – 1962) от село Бистрилица, Берковско, чиито дядо Ценко Андреев участва в Манчовата размирица през 1836 г. и във въстанието на Върбан Пенов от село Белимел в 1837 г. Те имат 5 деца: Цвета (1903 – 1981), Антония Здравков (Тончо Железаро, 1905 – 1987), Първан (Пръван Железаро, 1908 – 2000), Зорка (1910 – 1925), Никола (Коло, 1913 – 1991). Умира през 1962 г. в Бистрилица.

## Галерия
- Здравко Първанов, 1940 г.
- Здравко Първанов и жена му Анна Антонова Ценкова, 7 май 1940 г.
- 24.09.1925 г., погребението на Зорка Здравкова
- 1927 г., с Живовци Антония Здравков Първанов (1905 – 1987) и жена му Камена Николчова Иванова (1906 – 1981)
- 7 май 1940 г., с. Бистрилица, Берковско. От ляво надясно: Георги Илиев Антонов (Георги Палагийн, 1904 – 1978) от с. Горно Ценовите, жена му Цвета Здравкова Първанова (1903 – 1981), брат и Първан Здравков Първанов (Пръван Железаро, 1908 – 2000) и жена му Мария Първанова Господинова (1908 – 1984) от с. Живовци, Никола Здравков Първанов (Коло, 1913 – 1991) и жена му Йордана Петрова Мишкова (Данка, 1924 – 2001). Най-отпред: Здравко Първанов Здравков (1879 – 1962) и жена му Анна Антонова Ценкова (1880 – 1962) и внук им Петър Първанов Здравков (Пенчо Магарето, 1935 – 2015).
- Здравко Първанов Здравков (1879 – 1962) като санитарен старши подофицер по време на Първата световна война
- Първан Здравков Първанов (1908 – 2000) и жена му Мария Първанова Господинова (1908 – 1984)
- Подпис на Здравко Първанов
- Анна Антонова Ценкова (1880 – 1962), съпруга на Здравко Първанов
- Никола Здравков Първанов (1913 – 1991) – син на Здравко Първанов